# Vương quốc Israel (thống nhất)
Bài này viết về Vương quốc Israel nguyên khởi, được cai trị bởi Saul, David và Solomon; về vương quốc phía bắc trong thời phân chia sau đó, xin xem Vương quốc Israel (Samaria). Về các trường hợp khác, xin xem trang Vương quốc Israel (định hướng).
Theo sách Thẩm phán, trước Vương quốc thống nhất của Saul, các chi tộc Israel sống cùng nhau tạo thành 1 liên minh dưới sự lãnh đạo của các đời thẩm phán. Tuy nhiên, Thẩm phán Abimelech là người đầu tiên được tuyên bố là vua bởi dân thành Shechem và nhà Millo và do đó cai quản cả Israel trong 3 năm trước khi mất mạng trong trận Thebez. Trong thập niên 1020 TCN, dưới sự đe dọa của ngoại bang, tất cả các chi tộc đã hiệp nhất với nhau để hình thành vương quốc Israel thống nhất. Ngôn sứ Samuel đã tấn phong Saul thuộc chi tộc Benjamin làm vị vua đầu tiên năm 1026 TCN, nhưng vua David là người đã tạo nên một vương triều mạnh mẽ trong khoảng thời gian 1009-1000 TCN. Vua David, vị vua thứ hai (hoặc thứ ba nếu Ish-bosheth cũng được tính) của Israel đã chọn Jerusalem làm kinh thành vào năm 1006 TCN. Trước đó, kinh đô của vương quốc là Hebron, Mahanaim và Gibeah là kinh đô đầu tiên.
Khoảng năm 930 TCN, vương quốc thống nhất này tan rã do 9 chi tộc phương Bắc từ chối công nhận Rehoboam, thuộc Nhà David của chi tộc Judah ở phía Nam làm vua. Các chi tộc này hình thành nên một vương quốc tiếp tục lấy tên gọi là Israel, còn được gọi là Vương quốc Samaria để phân biệt với vương quốc ban đầu. Chi tộc Simeon dù tọa lạc ở giữa vùng đất của chi tộc Judah cũng theo liên minh phía Bắc này. Còn lại, ban đầu chỉ có chi tộc Judah vẫn trung thành với Nhà David, không lâu sau có thêm chi tộc Benjamin nữa, hai chi tộc này tạo thành Vương quốc Judah.